# 四川日報
四川日報 (しせんにっぽう、中国語: 四川日报)は、中華人民共和国四川省成都市に本部を置く中国語の大手日刊紙。2012年の発行部数は800万部である。